# Cryptocreagris tibialis
Cryptocreagris tibialis es una especie de arácnido del orden Pseudoscorpionida de la familia Neobisiidae.

## Distribución geográfica
Se encuentra en Colorado (Estados Unidos).